# Metropolia Goiânia
Metropolia Goiânia – metropolia Kościoła rzymskokatolickiego w Brazylii. Składa się z metropolitalnej archidiecezji Goiânia i siedmiu diecezji. Została erygowana 26 marca 1956 r. konstytucją apostolską Sanctissima Christi Voluntas papieża Piusa XII. Od 2002 godność arcybiskupa metropolity sprawuje abp Washington Cruz.
W skład metropolii wchodzą:
- Archidiecezja Goiânia
  - Diecezja Anápolis
  - Diecezja Goiás
  - Diecezja Ipameri
  - Diecezja Itumbiara
  - Diecezja Jataí
  - Diecezja Rubiataba-Mozarlândia
  - Diecezja São Luís de Montes Belos

Prowincja kościelna Goiânia wraz z metropoliami Brasília i Palmas tworzą region kościelny Centro-Oeste, zwany też regionem Goiás, Distrito Federal e Tocantins.

## Metropolici
- Fernando Gomes dos Santos (1957 – 1985)
- Antônio Ribeiro de Oliveira (1985 – 2002)
- Washington Cruz (2002 – 2021)
- João Justino de Medeiros Silva (od 2021)